# Höckel (Handeloh)
Höckel    ist ein Ortsteil der niedersächsischen Gemeinde Handeloh, welche ihrerseits Teil der Samtgemeinde Tostedt ist. Höckel befindet sich etwa 4 km nordwestlich des Hauptortes der Gemeinde unmittelbar an der Bundesstraße B3.

## Geografie
Höckel liegt in der Lüneburger Heide zwischen den Flüssen Este und Seeve. Der im nördlichen Teil der Ortschaft liegende Flidderberg ist Teilstück einer Endmoräne aus der Eiszeit und besitzt eine Höhe von 107 m. In unmittelbarer Nähe zu Höckel verläuft der 223 km lange Heidschnuckenweg durch die Lüneburger Heide.

## Geschichte

### Vorgeschichte
Südlich von Höckel liegen zahlreiche undatierte Grabhügel aus der Jungsteinzeit mit Durchmesser zwischen 5 und 20 m. Durch Kultivierungsarbeiten sind davon jedoch viele verloren gegangen. Außerdem befindet sich im südlichen Teil der Ortschaft ein etwa 250 m langes Teilstück einer aus dem Mittelalter stammenden Landwehr.

### Jüngere Geschichte
Erste urkundliche Erwähnung findet Höckel im Jahre 1352 im Findbuch über das Altkloster Buxtehude noch unter dem Namen „Höckelingen“. Scherbenfunde deuten auf Besiedlung zwischen dem 9ten und 11ten Jahrhundert hin. In weiteren urkundlichen Erwähnungen wandelte sich der Name zu „Höckelinge“ (1429) und über „Hökele“ (1640) zu Höckel (1679).
Ursprünglich bestand der Ort aus zwei Vollhöfen in Besitz der Familien Matthies. Zeugnis dieser Zeit ist das alte Bauernhaus Matthies aus dem Jahre 1560 (heute Hof Buschbur), bei dem es sich um eines der ältesten Gebäude des Kreises Harburg handelt.
Ab dem frühen 20. Jahrhundert wurden in Höckel Wochenendhäuser von Hamburgern errichtet, was zu einem Anstieg der Bevölkerungszahl geführt hat. Auf 75 Hektar Wald- und Heideland befinden sich heute weitläufige Natur-Grundstücke mit mehr als 3000-m²-Grundstücken pro Wohnhaus.